# Аналоговая видеокамера
Аналоговая видеокамера — устройство, предназначенное для преобразования оптического изображения в аналоговый видеосигнал в системах видеонаблюдения. Аналоговые видеокамеры являются ключевым компонентом аналоговых систем видеонаблюдения. В современных аналоговых видеокамерах для преобразования оптического изображения в электрический сигнал используются специализированные интегральные микросхемы — ПЗС-матрицы. Монохромные видеокамеры, как правило, являются чувствительными не только к видимому, но и к невидимому — инфракрасному излучению.
Основными параметрами, характеризующими аналоговую видеокамеру, являются:
- используемый телевизионный стандарт видеосигнала (обычно PAL или NTSC)
- наличие или отсутствие цветности изображения
- разрешение (пространственная информативность изображения)
- чувствительность (минимальная допустимая освещённость наблюдаемых объектов)
- динамический диапазон (широта диапазона одновременно воспринимаемых яркостей)
- напряжение питания и потребляемая мощность
- отношение сигнал/шум формируемого видеоизображения
- наличие или отсутствие встроенного объектива
- наличие различных режимов функционирования и коррекции изображения
- тип исполнения корпуса